# Sanctuaire national de Los Manglares de Tumbes
Le sanctuaire national de Manglares de Tumbes est une zone naturelle protégée située dans le département de Tumbes, au Pérou. Créé en 1988, il protège la plus grande zone de forêt de mangroves du Pérou.

## Géographie
Cette aire protégée est située dans la province de Zarumilla, département de Tumbes, près de la frontière avec l’Équateur. Avec une superficie de 29,72 kilomètres carrés (11,47 milles carrés), elle abrite la plus grande forêt de mangroves du Pérou,.

## Écologie

### Flore
Cinq espèces de mangrove dominent la région : la mangrove noire (Avicennia germinans), la mangrove blanche (Laguncularia racemosa), la mangrove bouton (Conocarpus erectus) et deux espèces de mangrove rouge (Rhizophora mangle et Rhizophora harrisonii),. Des forêts et des garrigues saisonnièrement sèches peuvent également être trouvées dans certaines parties du sanctuaire. Les espèces d’arbres représentatives de cet écosystème sont : Pithecellobium excelsum, Cordia lutea, Mimosa acantholoba, Parkinsonia praecox, Ceiba trischistandra, Loxopterygium huasango, Bursera graveolens, Cochlospermum sp., Prosopis pallida, Capparis scabrida. Certaines espèces herbacées saisonnières également trouvées ici sont : Aristida adscencionis, Bouteloua aristidoides, Stylosanthes sp., Crotalaria sp., Tephrosia cinerea, Cyperus sp., Scirpus sp., Distichlis spicata, Antephora hermaphrodita, Paspalum racemosum, Ipomoea sp., Bidens pilosa, entre autres,.

### Faune
Le sanctuaire protège 148 espèces d’oiseaux, dont le bihoreau violacé, le râle à cou roux, la paruline jaune d'Amérique et l’ibis blanc d'Amérique.
Le sanctuaire protège également 105 espèces de poissons, ainsi que 40 autres espèces de poissons migrateurs.
Les mammifères trouvés dans la région comprennent le raton crabier, le petit fourmilier et la loutre à longue queue,.
En outre, 33 espèces d’escargots, 34 espèces de crustacés, 24 espèces de bivalves et 9 espèces de reptiles vivent dans le sanctuaire.

## Loisirs
Il est possible de naviguer, en kayak ou en canoë, sur les voies navigables à l’intérieur de la forêt de mangroves dans la zone accessible aux touristes (137,5 hectares soit 4,61 % du sanctuaire). Dans cette région, les activités telles que la marche sur les plages, l’observation des oiseaux et l’observation de l’utilisation de l’écosystème de la mangrove par les habitants sont également autorisées.
La recherche scientifique a été une activité constante depuis la création du sanctuaire,.

## Questions environnementales
Le défrichement des forêts de mangroves et des forêts saisonnières sèches voisines en terres ouvertes à l’élevage de crevettes et à l’agriculture a un impact énorme sur les écosystèmes locaux. Les élevages de crevettes capturent et cultivent également des larves d’espèces de crevettes locales dans les forêts de mangroves avec l’aide des habitants locaux. Ces fermes et terres agricoles polluent également la région avec des déchets industriels et des eaux de ruissellement agricoles.
Les autres problèmes portent sur la pêche illégale de crustacés et de bivalves comestibles. Les conflits sur les droits d’utilisation des terres avec les villages voisins et les rejets de déchets et d’eaux usées des villes voisines dans les canaux de la forêt de mangrove sont également des problèmes environnementaux affectant le sanctuaire.
Des espèces végétales introduites comme Tephrosia purpurea, Dactyloctenium aegyptium, Eragrostis cilianensis et Brachiaria mutica poussent à l’intérieur de cette zone protégée.
Le crocodile américain n’est plus présent dans la région, faisant de cette espèce l’une des plus menacées du pays.